# Mario Balsamo
Mario Balsamo (Latina, 1962) è un regista italiano.

## Biografia
Laureato in filosofia con tesi in Storia del Cinema sulla filmografia di Pier Paolo Pasolini, dal 1980 al 2004 ha collaborato (come regista, programmista e autore) con trasmissioni televisive della Rai: Gente di notte, Cara Giovanna, Italia Ore 6, Portomatto, Atlante, Pomeridiana, Pista!, Big. Dal 1980 al 1983 è stato aiuto regista nella Cooperativa Teatrale Luisa Mariani.
Dal 1996 al 1997 ha creato e co-diretto la rubrica televisiva sui libri Leggermente per Telemontecarlo. È docente del corso di documentario del Centro Sperimentale di Cinematografia di Palermo e dell'ACT Multimedia e dirige laboratori sul cinema documentario (storia, ideazione e realizzazione) in Italia e all'estero.
È autore, insieme a Gianfranco Pannone, del manuale L'officina del reale. Fare un documentario: dalla progettazione al film (editore Cdg), del romanzo storico Que viva Marcos! (Manifestolibri), sulla rivolta neo-zapatista nel Chiapas e del diario di viaggio Cannella e garofano - istantanee dallo Stato di Bahia e altre storie.

## Vita privata
Figlio dell'attrice Silvana Stefanini.

## Filmografia

### Regia

#### Documentari
- Gli oscuri sotterranei della censura; Parole di Ricercare 98; Dionysia in Festival, (1998)
- Voci - Venezia Poesia per Raisat1, (1997)
- Note di donne - Appunti dal Festival Donne in Musica (1998)
- Ergastolo di Santo Stefano e Poste di via Marmorata (1999)
- Sogno albanese (videoclip, 1999)
- Alvaro Siza, architetto (1999)
- In restauro – L'Opificio delle Pietre Dure di Firenze (1999)
- Vedute d'arte contemporanea con paesaggio toscano e Piazza dei Signori, Vicenza per Raisat Art (2000)
- Le isole dipinte – Viaggio nelle Marchesi di Paul Gauguin (2000)
- Un altro mondo è possibile, coordinato da Citto Maselli (2001)
- La zona Rossa, cortometraggio (2001)
- Porto Alegre, coordinato da Ettore Scola (2002)
- Il villaggio dei disobbedienti (2002)
- Sotto il cielo di Baghdad, in collaborazione con Stefano Scialotti (2003)
- Ciao, ciao bambina (2004)
- Io, Socrate e Linda, (2004)
- Global Compact, spot di comunicazione sociale (2004)
- Mae Baratinha, una storia di Candomblé (2005)
- Sognavo le nuvole colorate (2008)
- Noi non siamo come James Bond (2012)

#### Lungometraggi
- Mia madre fa l'attrice (2015)